# Pattinaggio di velocità ai XXIV Giochi olimpici invernali - 1500 m femminile
La gara dei 1500 metri femminile di pattinaggio di velocità dei XXIV Giochi olimpici invernali di Pechino è stata disputata il 7 febbraio 2022 sulla pista del National Speed Skating Oval a partire dalle ore 16:30 (UTC+8). Vi hanno partecipato 30 atlete provenienti da 16 nazioni.
La competizione è stata vinta dalla pattinatrice olandese Ireen Wüst, mentre l'argento e il bronzo sono andati rispettivamente alla giapponese Miho Takagi e all'olandese Antoinette de Jong.

## Record
Prima della competizione il record del mondo e il record olimpico erano i seguenti:
| Record mondiale | 1'49"83 | Miho Takagi Giappone        | 10 marzo 2019 Salt Lake City, Stati Uniti |
| Record olimpico | 1'53"51 | Jorien ter Mors Paesi Bassi | 16 febbraio 2014 Soči, Russia             |

Durante la competizione è stato battuto il seguente record:
| Data       | Evento      | Atleta     | Nazione     | Tempo   | Record          |
| ---------- | ----------- | ---------- | ----------- | ------- | --------------- |
| 7 febbraio | Batteria 12 | Ireen Wüst | Paesi Bassi | 1'53"28 | Record olimpico |

## Risultati
| Pos.    | Batteria | Corsia | Atleta                 | Nazione       | Tempo   | Distacco | Note            |
| ------- | -------- | ------ | ---------------------- | ------------- | ------- | -------- | --------------- |
| Oro     | 12       | I      | Ireen Wüst             | Paesi Bassi   | 1'53"28 | -        | Record olimpico |
| Argento | 15       | O      | Miho Takagi            | Giappone      | 1'53"72 | +0"44    |                 |
| Bronzo  | 11       | I      | Antoinette de Jong     | Paesi Bassi   | 1'54"82 | +1"54    |                 |
| 4       | 13       | I      | Ayano Sato             | Giappone      | 1'54"92 | +1"64    |                 |
| 5       | 9        | I      | Marijke Groenewoud     | Paesi Bassi   | 1'54"97 | +1"69    |                 |
| 6       | 13       | O      | Francesca Lollobrigida | Italia        | 1'55"20 | +1"92    |                 |
| 7       | 15       | I      | Elizaveta Golubeva     | ROC           | 1'55"30 | +2"02    |                 |
| 8       | 10       | O      | Nana Takagi            | Giappone      | 1'55"34 | +2"06    |                 |
| 9       | 7        | I      | Evgenija Lalenkova     | ROC           | 1'55"74 | +2"46    |                 |
| 10      | 14       | I      | Brittany Bowe          | Stati Uniti   | 1'55"81 | +2"53    |                 |
| 11      | 10       | I      | Han Mei                | Cina          | 1'56"08 | +2"80    |                 |
| 12      | 14       | O      | Ragne Wiklund          | Norvegia      | 1'56"46 | +3"18    |                 |
| 13      | 12       | O      | Ivanie Blondin         | Canada        | 1'56"49 | +3"21    |                 |
| 14      | 11       | O      | Nadezhda Morozova      | Kazakistan    | 1'56"85 | +3"57    |                 |
| 15      | 9        | O      | Yin Qi                 | Cina          | 1'57"00 | +3"72    |                 |
| 16      | 4        | O      | Ekaterina Sloeva       | Bielorussia   | 1'58"41 | +5"13    |                 |
| 17      | 6        | O      | Adake Ahenaer          | Cina          | 1'58"59 | +5"31    |                 |
| 18      | 7        | O      | Yekaterina Aidova      | Kazakistan    | 1'59"01 | +5"73    |                 |
| 19      | 8        | O      | Natalia Czerwonka      | Polonia       | 1'59"03 | +5"75    |                 |
| 20      | 5        | I      | Mia Kilburg            | Stati Uniti   | 1'59"11 | +5"83    |                 |
| 21      | 8        | I      | Nikola Zdrahalova      | Rep. Ceca     | 1'59"54 | +6"26    |                 |
| 22      | 4        | I      | Elena Sokhryakova      | ROC           | 1'59"58 | +6"30    |                 |
| 23      | 5        | O      | Maryna Zuyeva          | Bielorussia   | 1'59"82 | +6"54    |                 |
| 24      | 6        | I      | Maddison Pearman       | Canada        | 1'59"89 | +6"61    |                 |
| 25      | 3        | O      | Michelle Uhrig         | Germania      | 2'00"20 | +6"92    |                 |
| 26      | 1        | O      | Huang Yu-ting          | Taipei cinese | 2'00"78 | +7"50    |                 |
| 27      | 1        | I      | Ellia Smeding          | Gran Bretagna | 2'01"09 | +7"81    |                 |
| 28      | 3        | I      | Sofie Karoline Haugen  | Norvegia      | 2'01"57 | +8"29    |                 |
| 29      | 2        | I      | Sandrine Tas           | Belgio        | 2'03"39 | +10"11   |                 |
| 30      | 2        | O      | Magdalena Czyszczoń    | Polonia       | 2'05"64 | +12"36   |                 |